# GLMN
La glomulina (GLMN) es una proteína codificada en humanos por el gen glmn.
GLMN es una proteína fosforilada que forma parte del complejo Skp1-Cullin-F-box. Es una proteína esencial para el desarrollo normal de la vasculatura. Mutaciones en este gen se han asociado con malformaciones glomuvenosas, también llamadas glomangiomas. Se han descrito diversas variantes transcripcionales que codifican diferentes isoformas de la proteína, pero solo se ha logrado determinar la total longitud de una de ellas.

## Interacciones
La proteína GLMN ha demostrado ser capaz de interaccionar con:
- FKBP52[1][3]
- c-Met[4]
- FKBP1A[1][3]